# Centralia (Misuri)
Centralia es una ciudad ubicada en el condado de Boone en el estado estadounidense de Misuri. En el Censo de 2010 tenía una población de 4027 habitantes y una densidad poblacional de 548,44 personas por km².

## Geografía
Centralia se encuentra ubicada en las coordenadas 39°12′38″N 92°8′3″O / 39.21056, -92.13417. Según la Oficina del Censo de los Estados Unidos, Centralia tiene una superficie total de 7.34 km², de la cual 7.34 km² corresponden a tierra firme y (0%) 0 km² es agua.

## Demografía
Según el censo de 2010, había 4027 personas residiendo en Centralia. La densidad de población era de 548,44 hab./km². De los 4027 habitantes, Centralia estaba compuesto por el 96.55% blancos, el 1.02% eran afroamericanos, el 0.4% eran amerindios, el 0.2% eran asiáticos, el 0% eran isleños del Pacífico, el 0.5% eran de otras razas y el 1.34% pertenecían a dos o más razas. Del total de la población el 1.61% eran hispanos o latinos de cualquier raza.